# 빈펄 케이블카

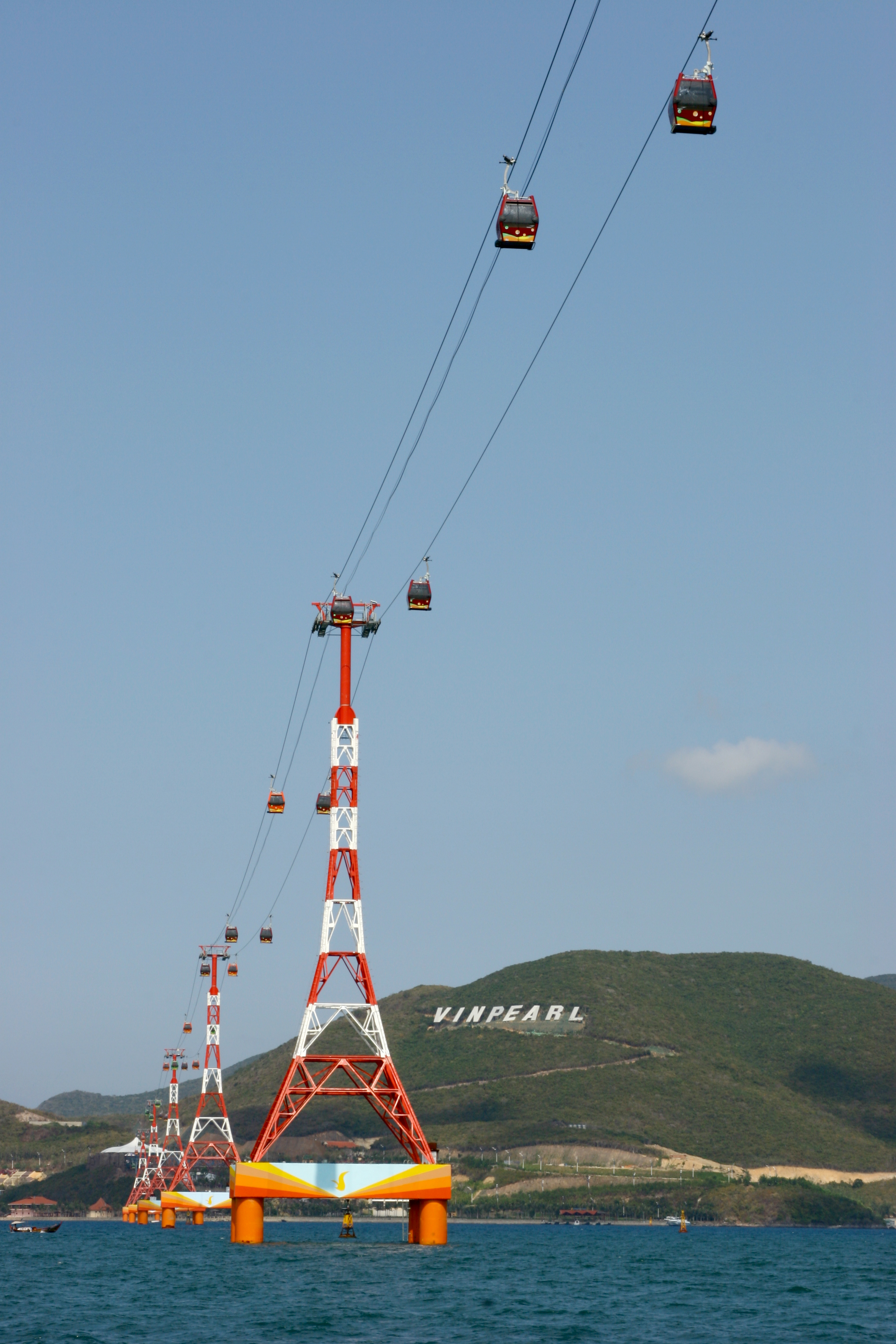
빈펄 케이블카

빈펄 케이블카(Vinpearl Cable Car)는 베트남 카인호아성의 혼쩨섬과 냐짱을 연결하는 3,320m 길이의 곤돌라 리프트다. 이 건축물은 프랑스 회사인 POMA에 의해 지어졌으며 바다에 모두 서 있는 7개의 해상 지지 에펠식 타워를 사용한다. 가장 높은 것은 높이가 115m이고, 그 구조물의 40m는 수위 아래에 있다. 각 타워는 철근 콘크리트로 채워진 직경 2500mm의 4개의 강철 파이프 더미로 지지된다. 말뚝의 길이는 침대바위까지 74m에서 94m까지 뚫어져 있다. 해수의 깊이는 지역 평균 해수면을 기준으로 평균 25m이다. 주케이블은 52mm 스테인리스강이다.
이 구조물은 리히터 규모로 마크7에 저항하도록 설계되었다. 이 토대부와 타워는 두 베트남 회사에 의해 건설되었다. 토대부는 낌도타인 주식회사, 타워는 남동 즈엉 주식회사가 맡았으며, 감리는 KPCC가 각각 담당했다. 모든 프로젝트는 12개월 만에 건설되었다. 총 비용은 VND 2,400억 동이다. 편도 주행 시간은 바람 상태에 따라 15분 정도 소요된다.
매일 오전 9시부터 오후 9시까지 근무한다.